# Wilson (Texas)
Wilson es una ciudad ubicada en el condado de Lynn en el estado estadounidense de Texas. En el Censo de 2010 tenía una población de 489 habitantes y una densidad poblacional de 292,27 personas por km².

## Geografía
Wilson se encuentra ubicada en las coordenadas 33°19′10″N 101°43′39″O / 33.31944, -101.72750. Según la Oficina del Censo de los Estados Unidos, Wilson tiene una superficie total de 1.67 km², de la cual 1.67 km² corresponden a tierra firme y (0%) 0 km² es agua.

## Demografía
Según el censo de 2010, había 489 personas residiendo en Wilson. La densidad de población era de 292,27 hab./km². De los 489 habitantes, Wilson estaba compuesto por el 71.98% blancos, el 0.61% eran afroamericanos, el 2.25% eran amerindios, el 0% eran asiáticos, el 0% eran isleños del Pacífico, el 23.52% eran de otras razas y el 1.64% pertenecían a dos o más razas. Del total de la población el 57.26% eran hispanos o latinos de cualquier raza.